# Dornier Do P.232
De Do P.232 is een project voor een snelle bommenwerper en jachtbommenwerper dat werd ontwikkeld door de Duitse vliegtuigbouwer Dornier.

## Ontwikkeling
Het project werd opgestart in 1943 en gebruikte de Dornier Do 335 als basis. De motor in de rompachterkant werd vervangen door een straalmotor.
De motoren waren een vloeistofgekoelde Daimler-Benz DB603G twaalfcilinder-lijnmotor van 1.900 pk in de rompneus en een Junkers Jumo 004C-straalmotor van 1.200 kg stuwdruk in het achterste deel van de romp.
De bewapening zou bestaan uit een 30mm-MK103-kanon en twee 20mm-MG151/20-kanonnen of twee 30mm-MK103-kanonnen. Er kon een bommenlading van 1.000 kg worden vervoerd.

## Uitvoeringen
Er werden twee uitvoeringen ontwikkeld. Deze verschilde slechts op kleine punten van elkaar die hieronder zijn weergegeven.

### Do P.232/2
De luchtinlaten voor de straalmotor bevonden zich in de rompzijkant en konden als de straalmotor niet werd gebruikt, worden ingetrokken in de romp. De brandstofcapaciteit bedroeg 2.550 lt.

### Technische specificaties Do P.232/2
- Spanwijdte: 13,80 m
- Lengte: 14 m
- Hoogte: 4,50 m
- Vleugeloppervlak: 38,50 m²
- Leeggewicht: 5.370 kg
- Startgewicht: 8.450 kg
- Maximumsnelheid: 660 km/uur op 8.700 m
- Plafond: 13.200 m

### Do P.232/3
Deze uitvoering stamt uit september 1943. Bij deze uitvoering waren de luchtinlaten in de rompzijkant vervangen door een enkele inlaat op de romprug, vlak voor het richtingsroer. De inlaat kon via een klep worden afgesloten als de straalmotor niet werd gebruikt. De brandstofcapaciteit bedroeg 1.980 lt.

### Technische specificaties Do P.232/3
- Spanwijdte: 13,80 m
- Lengte: 13,80 m
- Hoogte: 5,60 m
- Vleugeloppervlak: 33,50 m²
- Leeggewicht: 5.100 kg
- Startgewicht: 7.750 kg
- Maximumsnelheid: 675 km/uur op 8.700 m
- Plafond: 13.300 m

Het project werd in het najaar van 1943 stopgezet, omdat men zich bij Dornier verder wilde concentreren op de Do 335.